# Coproica ferruginata
Coproica ferruginata är en tvåvingeart som först beskrevs av Christian Stenhammar 1854.  Coproica ferruginata ingår i släktet Coproica och familjen hoppflugor. Arten är reproducerande i Sverige. Inga underarter finns listade i Catalogue of Life.